# John Winchester
John Winchester, all'anagrafe John Eric Winchester, è un personaggio della serie televisiva Supernatural. È il padre di Sam, Dean e Adam.

## Il personaggio
Figlio dell'Uomo di Lettere Henry e di sua moglie Milly, è cresciuto senza il padre, che per sconfiggere Abaddon compie un viaggio nel tempo giungendo nel presente dai suoi nipoti. In gioventù ha servito nei Marines durante la guerra del Vietnam e svolgeva la professione di meccanico; su consiglio di Dean, che lo raggiunge nel 1973 grazie ad un viaggio nel tempo, acquista la Chevrolet Impala del 1967 che i suoi figli useranno per il resto della vita.
Nel 1983 Azazel uccide sua moglie Mary, sposata nel 1975, e per vendicarla divenne un cacciatore, probabilmente il migliore in circolazione, facendosi ben presto un nome (conoscendo tra gli altri Bobby, Ellen e suo marito, di cui causerà la morte) e crescendo i figli istruendoli nella lotta al soprannaturale: Dean ha sempre seguito pedissequamente le sue orme, provando per lui un rispetto e un'ammirazione sconfinati, mentre Sam non ha mai nascosto il desiderio di una vita normale, tanto che giunto al periodo di frequentare l'università lascerà la sua famiglia dopo un violento litigio con John.
Quando scompare per un periodo insolitamente lungo Sam e Dean si riuniscono per trovarlo e tutta la prima stagione riguarda appunto la sua ricerca; muore all'inizio della seconda quando vende la sua anima ad Azazel per salvare Dean (dicendogli poco prima che avrebbe dovuto vigilare sul fratello oppure, qualora non fosse possibile, ucciderlo) ma ricompare in forma di spirito nell'ultima puntata quando, dopo essere temporaneamente fuggito dall'Inferno sfruttando l'apertura della porta presente in Wyoming causata dalla Colt, aiuta i figli a uccidere il demone. Nella quarta stagione Alastair rivela a Dean che, secondo i loro piani, doveva essere lui colui che avrebbe spezzato il primo dei sessantasei sigilli della gabbia di Lucifero ma, malgrado sia stato torturato per ben cento anni e alla fine di ogni giorno gli fosse offerto di torturare invece di essere torturato, ha sempre rifiutato (cosa che Dean riuscirà a fare "solo" per trent'anni, aumentando il suo senso di colpa e di inferiorità rispetto al padre). Ritorna nella quattordicesima stagione quando i figli, sfruttando un'antica perla cinese capace di esaudire il più profondo desiderio di una persona, nel tentativo di liberare Dean da Michele lo evocano nel loro tempo: questo, tuttavia, causa una serie di paradossi temporali che alla fine li costringono a rimandarlo nel passato.
Appare da giovane in alcuni flashback e viaggi nel passato nella quarta e quinta stagione e in questi casi è interpretato da Matt Cohen; durante la produzione della prima stagione Morgan stava girando alcuni episodi della serie televisiva Grey's Anatomy e future apparizioni del personaggio sono state ostacolate dall'impegnativo piano di lavoro dell'attore. L'interpretazione di Morgan è comunque sempre stata criticata in modo positivo, sebbene sia fan che critica abbiano talvolta definito il personaggio come frustrante per la sua indole a non rivelare segreti. È inoltre il protagonista dello spin-off a fumetti Supernatural: Origins, inedito in Italia.